# کورینت (جورجیا)
کورینت (به انگلیسی: Corinth) یک منطقهٔ مسکونی در ایالات متحده آمریکا است که در جورجیا واقع شده‌است. کورینت ۲٫۳ کیلومتر مربع مساحت و ۲۱۳ نفر جمعیت دارد و ۲۳۰ متر بالاتر از سطح دریا واقع شده‌است.